# بارت گور
بارت گور (به انگلیسی: Bart Goor) بازیکن فوتبال اهل بلژیک و عضو تیم ملی فوتبال بلژیک است که در تاریخ ۳ فوریه ۱۹۹۹ میلادی اولین بازی ملی‌اش را مقابل تیم ملی فوتبال قبرس انجام داد. او در ۷۸ بازی ملی حضور داشت و جمعاً ۵۲۰۷ دقیقه برای تیم ملی فوتبال بلژیک به میدان رفت. بارت گور آخرین بازی ملی خود را در تاریخ ۲۰ اوت ۲۰۰۸ میلادی در برابر تیم ملی فوتبال آلمان انجام داد. وی در بازی‌های ملی‌اش ۱۳ گل به ثمر رساند.